# Кавалер на Мору
Кавалер на Мору (фр. Cavalaire-sur-Mer) насеље је и општина у Француској у региону Прованса-Алпи-Азурна обала, у департману Вар која припада префектури Драгињан.
По подацима из 2011. године у општини је живело 6975 становника, а густина насељености је износила 416,67 становника/km². Општина се простире на површини од 16,74 km². Налази се на средњој надморској висини од 150 метара (максималној 528 m, а минималној 0 m).

## Демографија
| 1962. | 1968. | 1975. | 1982. | 1990. | 1999. | 2011. |
| ----- | ----- | ----- | ----- | ----- | ----- | ----- |
| 1.372 | 2.116 | 2.710 | 3.912 | 4.188 | 5.237 | 6.975 |

График промене броја становника у току последњих година